# Fyren (opera)

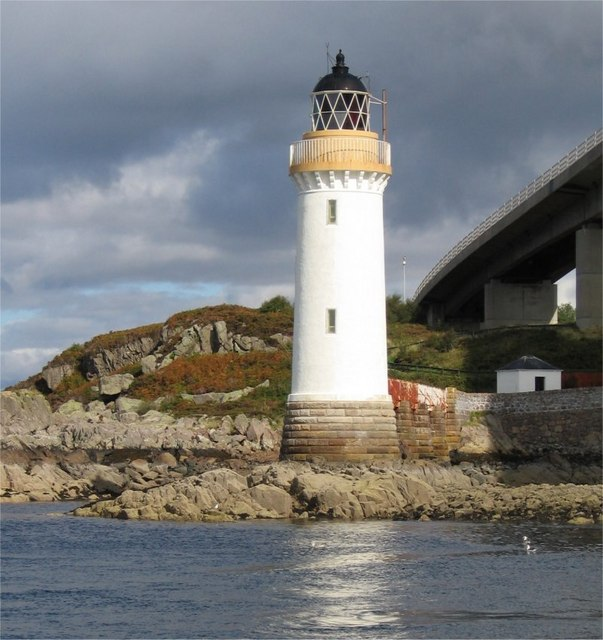
Fyren i fråga på Flannan-öarna.

Fyren är en kammaropera i en prolog och en akt med text och musik av Peter Maxwell Davies.

## Historia
Handlingen bygger som så många andra av Maxwell Davies verk på ett rättsfall ur verkligheten om tre fyrvaktare på Hebriderna som försvann spårlöst omkring år 1900. Fyren tillhör hans mest suggestiva och lättillgängliga operor, och den mångtydiga handlingen upphör aldrig att engagera.
Operan hade premiär i Edinburgh den 2 september 1980. Svensk premiär på Stora Teatern, Göteborg den 8 september 1984 och på Kungliga Operan i Stockholm den 24 november 1984.

## Personer
- Sandy/1:e officeren (tenor)
- "Torsken"/2:e officeren (baryton)
- Arthur/3:e officeren/Tarot-kortens stämma (bas)

## Handling
I prologen pågår undersökningen efter tre fyrvaktares mystiska försvinnande. Tre officerare vittnar, men någon förklaring ges aldrig. Därefter förflyttas handlingen till fyren, där de tre fyrvaktarna befinner sig. Deras inbördes förhållande är mycket spänt, främst på grund av deras skilda karaktärer och bakgrunder. Arthur är religiös fanatiker, ständigt på sin vakt mot den före detta ungdomsbrottslingen "Torsken". Sandy är vekare och kommer ständigt i kläm. Alla porträtteras i var sitt solonummer, där de berättar för varandra om sitt förflutna.
Spöken ut det förgångna tycks nalkas ur dimman över havet. Den religiöse Arthur blir övertygad om att ett apokalyptiskt odjur kommer för att hämta dem, och de rusar ut för att försvara sig mot Den gyllene Kalven eller Antikrist. Fyrvaktarna byts ut mot de tre officerarna. Vi förstår att det är det annalkande skeppet som förväxlas med ett vidunder. Inte heller nu är förklaringen till fyrvaktarnas försvinnande helt godtagbar. Möjligen har fyren stått tom och tillbommad i 80 år, och vi har upplevt spökerierna. Eller också försöker de tre officerarna dölja en för dem pinsam sanning.